# Euphyia infuscata
Euphyia infuscata là một loài bướm đêm trong họ Geometridae.